# Zásmuky
Zásmuky (deutsch Sasmuk) ist eine Stadt in Tschechien. Sie liegt 14 Kilometer südwestlich von Kolín und gehört zum Okres Kolín.

## Geographie
Zásmuky befindet sich am Übergang der Böhmisch-Mährischen Höhe zur Böhmischen Tafel am Bach Špandava, einem Zufluss zur Výrovka. Nordöstlich liegt das Tal des Bečvárka mit dem Teich Podbečvárský rybník. Durch die Stadt führen die Staatsstraße Silnice I/2 zwischen Prag und Kutná Hora sowie die Eisenbahnnebenstrecke von Pečky nach Bečváry.
Nachbarorte sind Mlékovice im Norden, Horní Chvatliny im Nordosten, Bečváry im Osten, Drahobudice im Südosten, Sobočice im Süden, Nesměň, Hryzely und Barchovice im Südwesten, Vršice und Doubravčany im Westen sowie Toušice im Nordwesten.

## Geschichte
Erstmals urkundlich erwähnt wurde Zásmuky im Jahre 1285 als Sitz des Vladiken Sulislav ze Zásmuk. Bis ins 15. Jahrhundert waren die Zásmucký von Zásmuky Besitzer des Ortes. Im Jahre 1533 erwarb Adam von Říčany Zásmuky. Während seiner Herrschaft wurde Zásmuky 1542 zur Stadt erhoben und erhielt ein Wappen verliehen.
Die Říčanský hielten den Besitz bis 1583, dann wurde er an Jan Vchynský von Vchynice verkauft. 1635 erwarb Václav Michna von Vacínov Zásmuky, der die Herrschaft 1637 bei Johann Rudolf von Sternberg gegen die Herrschaft Postelberg und das Gut Wodolitz eintauschte. 1694 ließ dessen Sohn Adolph Wratislaw von Sternberg das Franziskanerkloster und die Klosterkirche errichten.
1881 erhielt Zásmuky mit der Nebenstrecke nach Pečky einen Eisenbahnanschluss, der zur Strecke Prag–Kolín führt. Nach dem Zweiten Weltkrieg verlor Zásmuky die Stadtrechte. 1948 wurden die Grafen von Sternberg enteignet. Das Schloss wurde danach von der Armee genutzt. In den 1980er Jahren brannten Teile des heruntergewirtschafteten Bauwerkes aus. 1992 wurde es der Gräfin Sternberg restituiert. 
Seit 1992 ist Zásmuky wieder eine Stadt.

## Stadtgliederung
Die Stadt Zásmuky besteht aus den Ortsteilen Doubravčany (Daubrawtschan), Nesměň (Nesmien, auch Nesmen), Sobočice (Sobotschitz), Vršice (Wirschitz) und Zásmuky (Sasmuk).

## Sehenswürdigkeiten

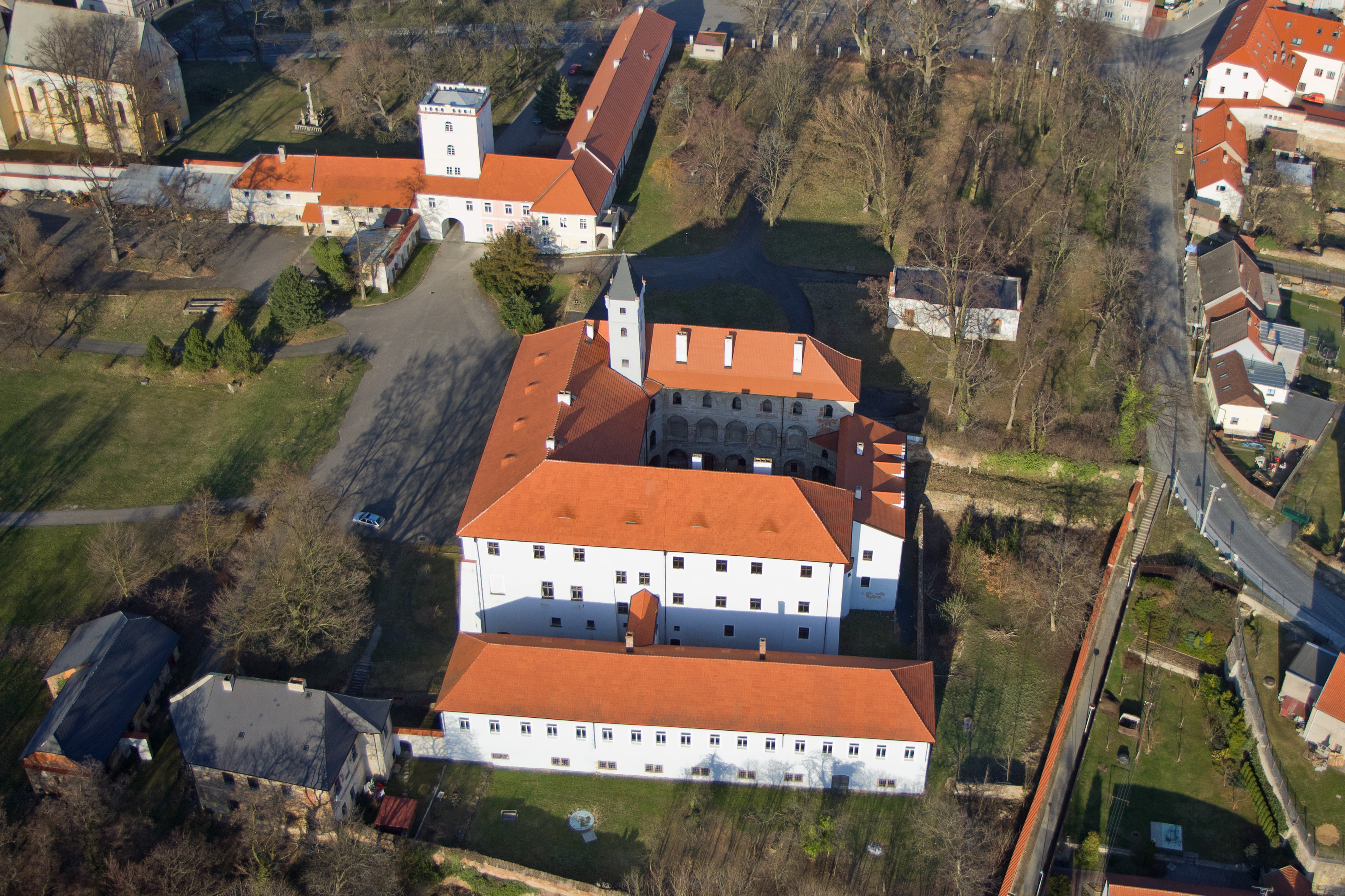
Schloss Zásmuky

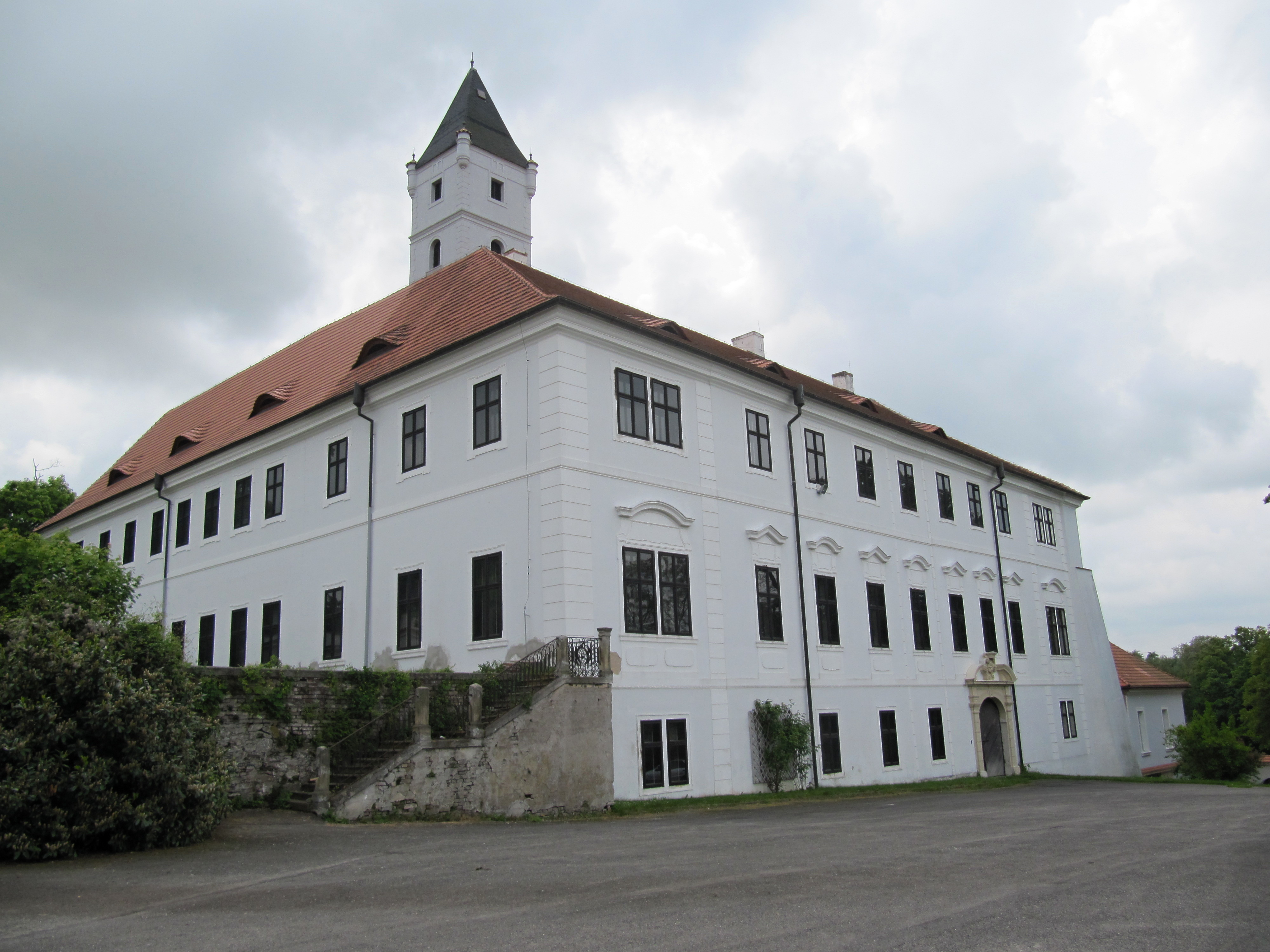

- Schloss Zásmuky; das aus einer alten Feste errichtete frühbarocke Bauwerk befindet sich am Markt. Das ruinöse Schloss ging 1992 in Restitution an Diana Šternberková-Phipps und wird saniert.
- ehemaliges Kloster und Klosterkirche des Hl. Franz von Assisi, errichtet 1694
- Kirche Mariä Himmelfahrt
- Mariensäule

## Persönlichkeiten

### Söhne und Töchter der Stadt
- Milota Zdirad Polák (1788–1856), Dichter
- František Kmoch (1848–1912), Kantor und Kapellmeister
- Rudolf Illový (1881–1943), Dichter und Übersetzer

### Weitere
Der Schriftsteller Jan Neruda lebte als Kind von 1836 bis 1838 in Zásmuky. Sein Vater wurde hier geboren.